# Ryszard Stachowski
Ryszard Tadeusz Stachowski (ur. 13 kwietnia 1937 w Pińsku) – polski psycholog, doktor habilitowany nauk humanistycznych, profesor Uniwersytetu im. Adama Mickiewicza, profesor zwyczajny.
Wykładowca w Zakładzie Psychologii Ogólnej i Psychodiagnostyki w Instytucie Psychologii UAM oraz w Akademii Ekonomiczno-Humanistycznej w Warszawie.
W Polsce jest prekursorem badań nad historią myśli psychologicznej w kontekście rozwoju światowej myśli psychologicznej w oparciu o uwarunkowania społeczne, polityczne i kulturowe.

## Życiorys
W 1963 ukończył ówczesny Wydział Filozoficzno–Historyczny UAM w Poznaniu, na którym został zatrudniony jako asystent w Katedrze Psychologii Ogólnej. W 1971 uzyskał stopień doktora na podstawie rozprawy pt. Analiza procesów przeddecyzyjnych w konfliktowej sytuacji probabilistycznej (promotor: Bolesław Hornowski). W 1978 uzyskał stopień doktora habilitowanego na podstawie rozprawy pt. Struktura i psychogeneza pojęcia wielkości psychologicznej.. Był m.in. w 1979 redaktorem naczelnym Przeglądu Psychologicznego. Od 1981 do 1987 pełnił funkcję dyrektora Instytutu Psychologii UAM.
Jest m.in. przewodniczącym Oddziału Poznańskiego Polskiego Towarzystwa Psychologicznego, członkiem Rady Redakcyjnej Roczników Psychologicznych Towarzystwa Naukowego Katolickiego Uniwersytetu Lubelskiego, członkiem Rady Programowej Centrum Etyki UAM.
Wielokrotnie wyjeżdżał na staże i wyjazdy studyjne, m.in.:
- 1979 Friedrich-Schiller-Universität w Jenie
- 1984 Universitäts-Krankenhaus Eppendorf, w Hamburgu
- 1989 Friedrich-Schiller-Universität w Jenie
- 1991 Uniwersytet Moskiewski
- 1992 Friedrich-Schiller-Universität w Jenie

Uczestnik wielu projektów badawczych, m.in.:
- 1998 Psychokulturowy wymiar mitu. Badania terenowe wśród Indian Kofan – Amazonia

Otrzymał wiele nagród i odznaczeń za pracę naukową m.in.
- 1979 Nagroda Ministra Nauki, Szkolnictwa Wyższego i Techniki za książkę Struktura i psychogeneza wielkości psychologicznej,
- 1986 Złoty Krzyż Zasługi za dwudziestoletnią wyróżniającą pracę dydaktyczno-wychowawczą
- 1988 Nagroda indywidualna Rektora UAM za osiągnięcia dydaktyczne,
- 1988 Odznaka „Zasłużony dla Polskiego Towarzystwa Psychologicznego”,
- 2001 Medal Komisji Edukacji Narodowej;

Autor licznych publikacji naukowych, m.in.:
- Ryszard Stachowski Struktura i psychogeneza pojęcia wielkości psychologicznej wyd. Naukowe UAM
- Ryszard Stachowski, Jerzy Brzeziński Zastosowanie analizy wariancji w eksperymentalnych badaniach psychologicznych wyd. PWN
- Ryszard Stachowski Historia współczesnej myśli psychologicznej od Wundta do czasów najnowszych wyd. Scholar